# Gostéievka
Gostéievka (en rus: Гостеевка) és un poble de l'óblast de Tambov, a Rússia, segons el cens del 2010 tenia 208 habitants.